# Brassica rapa ssp. rapa f. teltowiensis
El Nabito de Teltow (Brassica rapa ssp. rapa f. teltowiensis) se trata de un nabo comestible muy empleado en la cocina de Brandenburgo y de Berlín (poseen el nombre científico de la comarca de Teltow, al sudoeste de Berlín), en alemán se denominan Teltower Rübchen (trad. lit. de nabitos de Teltow), el nombre alemán es desde el año 1993 una marca registrada. 

## Características
Es un nabo relativamente pequeño de 5 cm de largo y como mucho 2 cm de grosor. Se suelen sembrar a finales de agosto y se recolectan en octubre/noviembre (temporada alta de los nabitos se nota por que aparecen en grandes cantidades en los mercados de la zona de Brandeburgo). El nabito era conocido en el siglo XVIII y XIX como un auténtico Delikatessen.

## Literatura
- "Das Teltower Rübchen", Günter Duwe, Teltow: Teltower Stadt-Blatt Verlags- und Presse GmbH 2005, ISBN 3-9809313-4-X